# أرفيد يارنيفلت

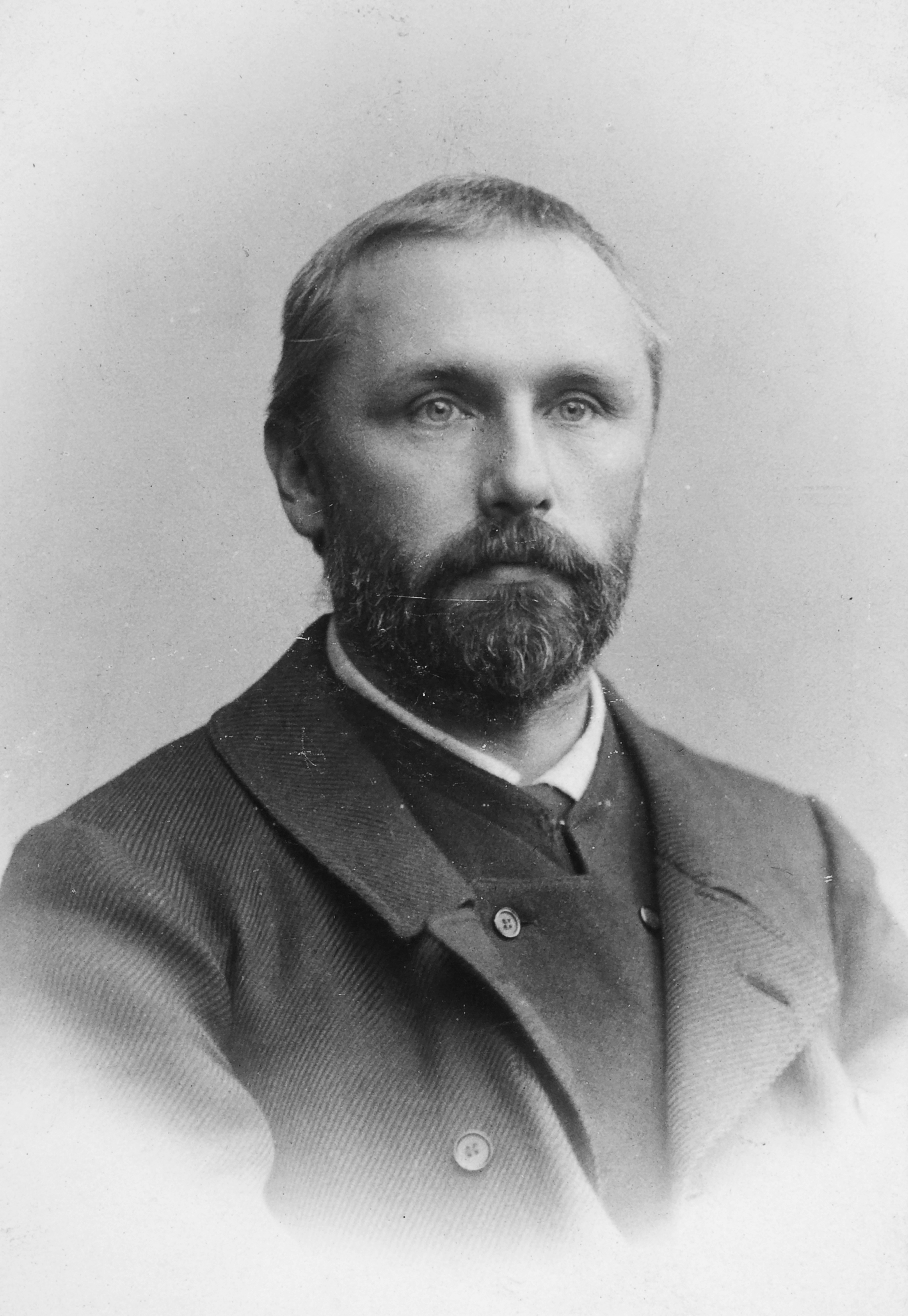
أرفيد يارنيفلت.

أرفيد يارنيفلت (Arvid Järnefelt؛ سانت بطرسبرغ، 16 نوفمبر 1861 - هلسنكي، 27 ديسمبر 1932) كاتب وقاضي فنلندي.
ولد أرفيد ابناً للجنرال والحاكم أغسطس الكسندر يارنيفلت وسيدة الثقافة إليزابت يارنيفلت. ضمن تسعة أشقاء : كاسبر، إريك، إلـّيدا، إلن، أرماس، أينو، هيليا وسيغريد.
و تزوج أرفيد يارنيفلت من إميليا فردريكا بارفياينن في مدينة يوفاسكولا في 6 سبتمبر 1884. ورُزقا بخمسة أبناء : ايرو، ليسا، أنـّا، مايا، وإيمي.
صار يارنيفلت كاتباً شهيراً في أواخر القرن التاسع عشر. كـَتب الواقعية متعمتداً في الأغلب ولكن نفسياً كانت روايات وقصص قصيرة وذكريات ذات نظرة الثاقبة.
أسس أرفيد في عام 1889 صحيفة بايفالهتي مع صديقيه إيرو إركو ويوهاني أهو. وقد حلت هلسينغن سانومات محل بايفالهتي في عام 1904.
كان أرفيد يارنيفلت مهتماً بالتولستوية متأثراً بوالدته إليزابت. درس القانون وصار سنة 1891 محامياً متدرباً في مدينة فآسا. في ذلك الوقت، كان يقرأ كتابات الكاتب الروسي ليو تولستوي وأصبح من أنصار التولستوية. أنهى أرفيد حياته المهنية كمحام وبدأ بالعيش تولستوياً ؛ وأصبح مزارعاً في فيركالا. كما ساعد الفقراء والسجناء.
من مسرحياته "Kuolema" (الموت؛ 1903 ونـُقحـّت 1911) التي ووضع ألحانها المشهدية صهره الموسيقار جان سيبيليوس وقد تتضمنت "Valse Triste" الشهيرة.

## روابط خارجية
- أرفيد يارنيفلت على موقع ميوزك برينز (الإنجليزية)